# Júlio César da Silva
Júlio César da Silva (Bauru, Estado de São Paulo, Brasil, 8 de marzo de 1963) es un exfutbolista brasileño. Se desempeñaba en la posición de defensa.

## Selección nacional
Fue internacional con la selección de fútbol de Brasil en 13 ocasiones. Debutó el 8 de abril de 1986, en un encuentro amistoso ante la selección de Alemania Oriental que finalizó con marcador de 3-0 a favor de los brasileños.

### Participaciones en Copas del Mundo
| Mundial                        | Sede      | Resultado        |
| ------------------------------ | --------- | ---------------- |
| Copa Mundial Juvenil de 1981   | Australia | Cuartos de final |
| Copa Mundial de Fútbol de 1986 | México    | Cuartos de final |

### Participaciones en Copa América
| Copa              | Sede      | Resultado    |
| ----------------- | --------- | ------------ |
| Copa América 1987 | Argentina | Primera fase |

## Clubes
| Club                | País     | Año       |
| ------------------- | -------- | --------- |
| Guarani F. C.       | Brasil   | 1979-1986 |
| Stade Brestois      | Francia  | 1986-1987 |
| Montpellier S. C.   | Francia  | 1987-1990 |
| Juventus F. C.      | Italia   | 1990-1994 |
| Borussia Dortmund   | Alemania | 1994-1998 |
| Botafogo            | Brasil   | 1998      |
| Borussia Dortmund   | Alemania | 1998-1999 |
| Panathinaikos F. C. | Grecia   | 1999      |
| Werder Bremen       | Alemania | 1999-2000 |
| Rio Branco          | Brasil   | 2001      |

## Palmarés

### Campeonatos nacionales
| Título                | Club              | País     | Año     |
| --------------------- | ----------------- | -------- | ------- |
| Copa de Francia       | Montpellier S. C. | Francia  | 1990    |
| Bundesliga            | Borussia Dortmund | Alemania | 1994-95 |
| Supercopa de Alemania | Borussia Dortmund | Alemania | 1995    |
| Bundesliga            | Borussia Dortmund | Alemania | 1995-96 |
| Supercopa de Alemania | Borussia Dortmund | Alemania | 1996    |

### Copas internacionales
| Título                | Club              | País     | Año     |
| --------------------- | ----------------- | -------- | ------- |
| Copa de la UEFA       | Juventus F. C.    | Italia   | 1992-93 |
| Liga de Campeones     | Borussia Dortmund | Alemania | 1996-97 |
| Copa Intercontinental | Borussia Dortmund | Alemania | 1997    |